# كركارة (بني عاصم)
كركارة هو دُوَّار يقع بجماعة تمزڭانة، إقليم تاونات، جهة فاس مكناس في المملكة المغربية. ينتمي الدوّار لمشيخة بني عاصم التي تضم 7 دواوير. يقدر عدد سكانه بـ 239 نسمة حسب الإحصاء الرسمي للسكان والسكنى لسنة 2004.

## روابط خارجية
- البوابة الوطنية للجماعات الترابية نسخة محفوظة 12 مارس 2018 على موقع واي باك مشين.
- المندوبية السامية للتخطيط